# Эрикуб
Эрикуб (Чичагова) (англ. Erikub, марш. Ādkup [æ̯ær̪ʲ(ɛ͡ɔ)ɡʷu͡ipʲ]) — атолл в Тихом океане в цепи Ратак (Маршалловы Острова) чуть южнее атолла Вотье.

## География

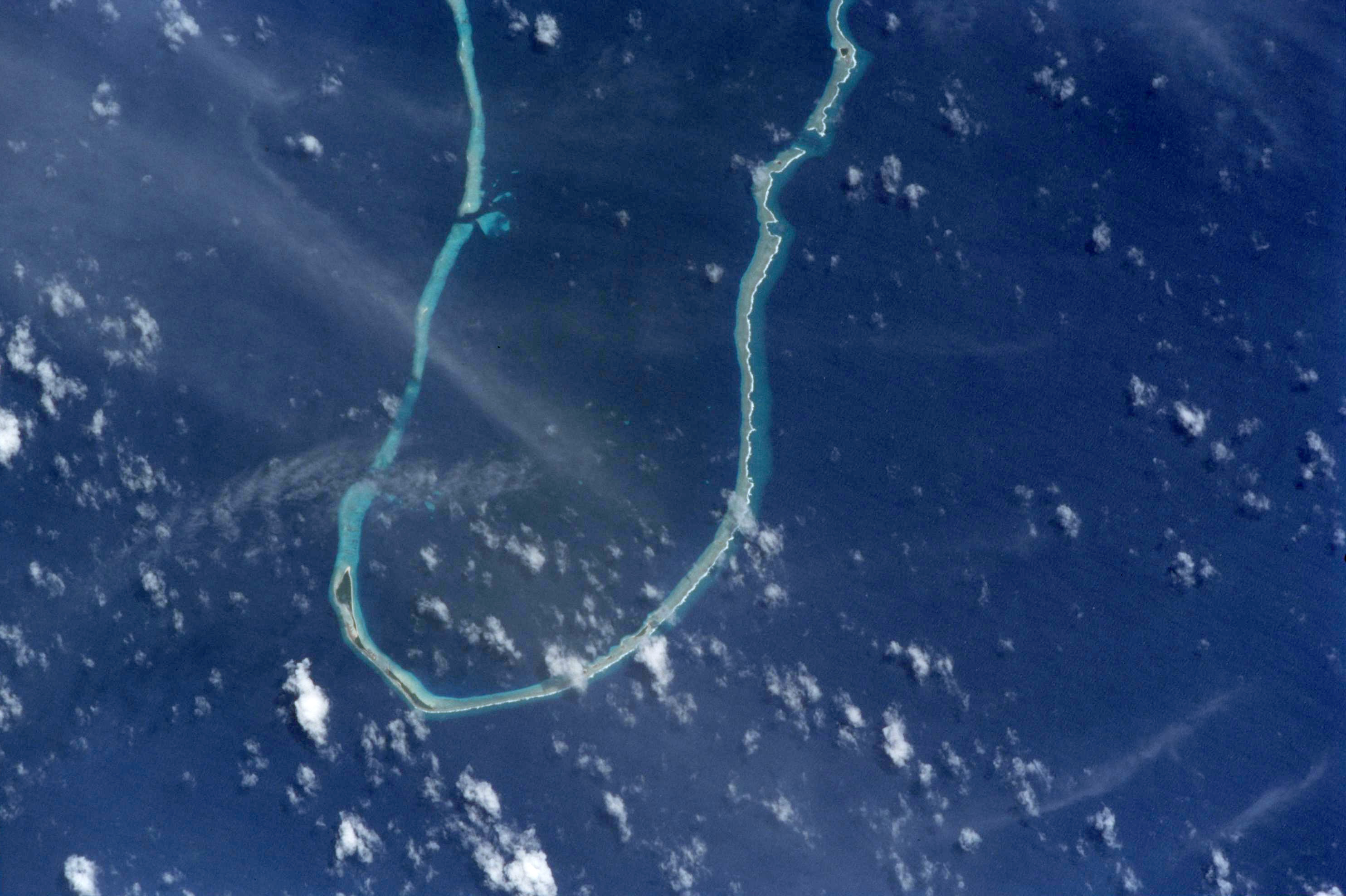
Космический снимок атолла

Состоит из 16 островов, или моту. Площадь сухопутной части 1,53 км², лагуны — 230,25 км².

## История
Остров был открыт в 1817 году русским мореплавателем Отто Евстафьевичем Коцебу, который назвал его в честь адмирала Павла Васильевича Чичагова. Острова атолла были замечены марсовым матросом брига «Рюрик» 7 февраля 1817 года. В это время судно лавировало возле соседнего, уже исследованного атолла Вотье, отделенного от Эрикуба узким, но глубоким проливом. Обогнув атолл с востока, Коцебу увидел, что только один самый большой южный остров обитаем — только там росли кокосовые пальмы и была замечена небольшая группа людей. Попытка высадиться на остров на шлюпке не удалась, из-за плотного кольца окружающих его опасных рифов. Пришлось поверить информации полученной от жителей атолла Вотье, о том что все население атолла Эрикуба состоит из трех человек. На следующий день, описав атолл и определив его координаты, «Рюрик» продолжил свое кругосветное плавание.